# Buszyno
Buszyno (niem. Bussin) – wieś w Polsce położona w województwie zachodniopomorskim, w powiecie koszalińskim, w gminie Polanów. W latach 1975–1998 miejscowość administracyjnie należała do województwa koszalińskiego. W latach 1973–76 w gminie Lejkowo.

## Nazwa
Po raz pierwszy pojawia się w 1590 w Pfarrmatrikel.